# Armada (Boñar)
Armada fue una localidad española perteneciente al actual municipio de Boñar, en la provincia de León, comunidad autónoma de Castilla y León. Desapareció bajo las aguas del embalse del Porma además de los pueblos Vegamián (cabecera de su municipio), Campillo, Lodares, Quintanilla y Ferreras, que quedaron totalmente inundados y Utrero y Camposolillo que fueron expropiados pero no sumergidos.

## Geografía física
En su término había montes, cerros y peñascos.

### Hidrografía
El río Porma corría por el oeste por el sitio conocido como Las Cuevas de Armada; allí había un puente de madera. En este río había en el siglo XIX un batán y cinco molinos harineros. El río Arianes atravesaba el término de este a oeste y se reunía con el Porma cerca del puente. Había un pequeño arroyo de curso perenne que procedente del valle de Reyero atravesaba el pueblo.

### Ubicación
Estaba situado en la confluencia de los ríos Porma y Arianes sobre una pequeña llanura resguardada de los vientos del norte por una peña. Tenía al norte San Cebrián, al este Orones y Lodares, al sur Vegamián y al oeste Utrero.

## Historia
Siglo XIX
En el siglo XIX Pascual Madoz en su Diccionario Geográfico lo describe como lugar del Ayuntamiento de Vegamián, partido judicial de Riaño; administración de rentas de Boñar. Pertenecía a la diócesis de León; audiencia territorial y capitanía general de Valladolid. Tenía 30 casas casi todas con cubierta de paja distribuidas en dos calles en ángulo recto estrechas y sin empedrar. Tuvo una iglesia parroquial, pequeña y pobre, llamada de Santa Cecilia cuya festividad se celebraba el 22 de noviembre y una ermita sobre un cerro al oeste dedicada a San Antonio, con el cementerio a su lado. También había escuela de primeras letras para ambos sexos. Contaba con buenas y abundantes aguas potables que manaban de una fuente situada al norte que brotaba de una peña. Sus caminos eran locales y carreteros casi siempre en mal estado como consecuencia de los riachuelos que surcaban el término. Uno de los caminos tenía el nombre de Trasmonte y seguía su curso por la margen derecha del río Porma; se volvía intransitable en los inviernos de nieve y hielos. Armada producía patatas, legumbres, nabos y hortalizas; había cría de ganado vacuno, caballar, cerda, lanar y cabrío. Tenía industria de fabricación de sayales para uso propio con la lana de sus rebaños. Era importante la pesca de exquisitas truchas en el río Porma.
Siglo XX
En 1968 se inauguró el embalse del Porma cuyas aguas se destinaron a regadío además de asumir la función de regulación de aguas fluviales evitando las riadas. A consecuencia de la construcción del embalse desapareció el municipio de Vegamián y sus pueblos Armada, Campillo, Lodares, Quintanilla y Ferreras, inundados completamente y Utrero y Camposolillo, expropiados pero no sumergidos. Todos ellos aprobaron sus disoluciones durante el verano de 1967.
Vegamián quedó incorporado al municipio de Boñar, siete kilómetros aguas abajo del Río Porma, según el Decreto 970/1967, publicado en el Boletín Oficial del Estado número 111, de 10 de mayo de 1967.